# Förenade arabemiraten i olympiska sommarspelen 2004
Förenade arabemiraten i olympiska sommarspelen 2004 bestod av idrottare som blivit uttagna av Förenade Arabemiratens olympiska kommitté.

## Friidrott
Herrarnas 800 meter
- Ali Mohammed Ali Al Balooshi
  - Omgång 1: 1:51.76 (8:a i heat 7, gick inte vidare, 68:a totalt)